# Балка Спутника (притока Вершинки)
Балка Спутника — мала ліва притока річки Вершинка у місті Київ. Назва є умовною.

## Опис
Струмок бере початок біля парку «Спутник», неподалік від шиномонтажу. Джерело має вигляд невеликого природного ставочка з чистою водою. Русло струмка спочатку проходить через заболочену місцевість, де формується вологий ландшафт із характерною болотяною рослинністю. Після цього потік потрапляє до колектора, проходить під гаражами та знову виходить на поверхню неподалік від залізничних колій, де впадає у Вершинку.

## Фотогалерея

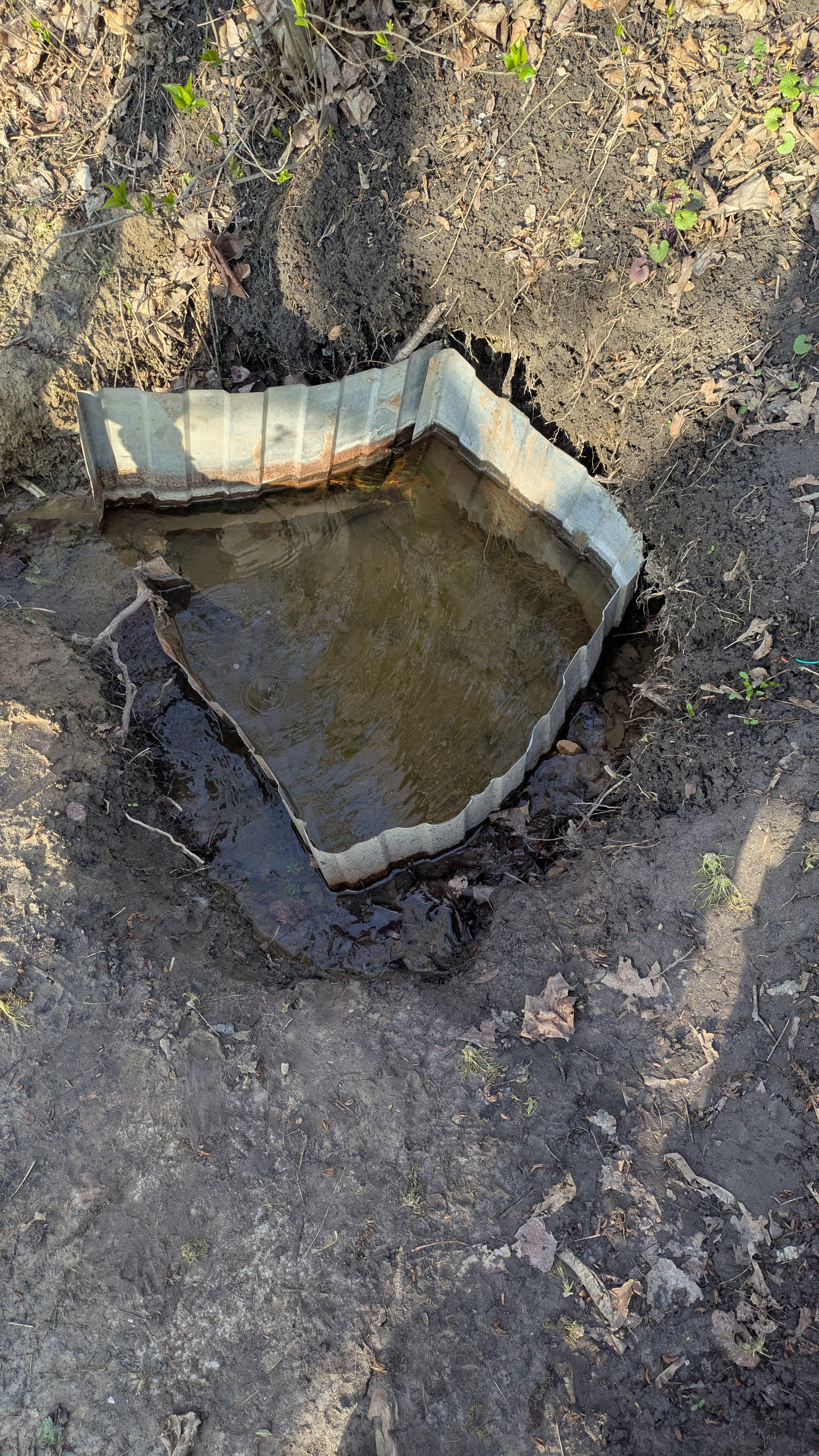
Джерело струмка Балка Спутника, парк «Спутник», Київ
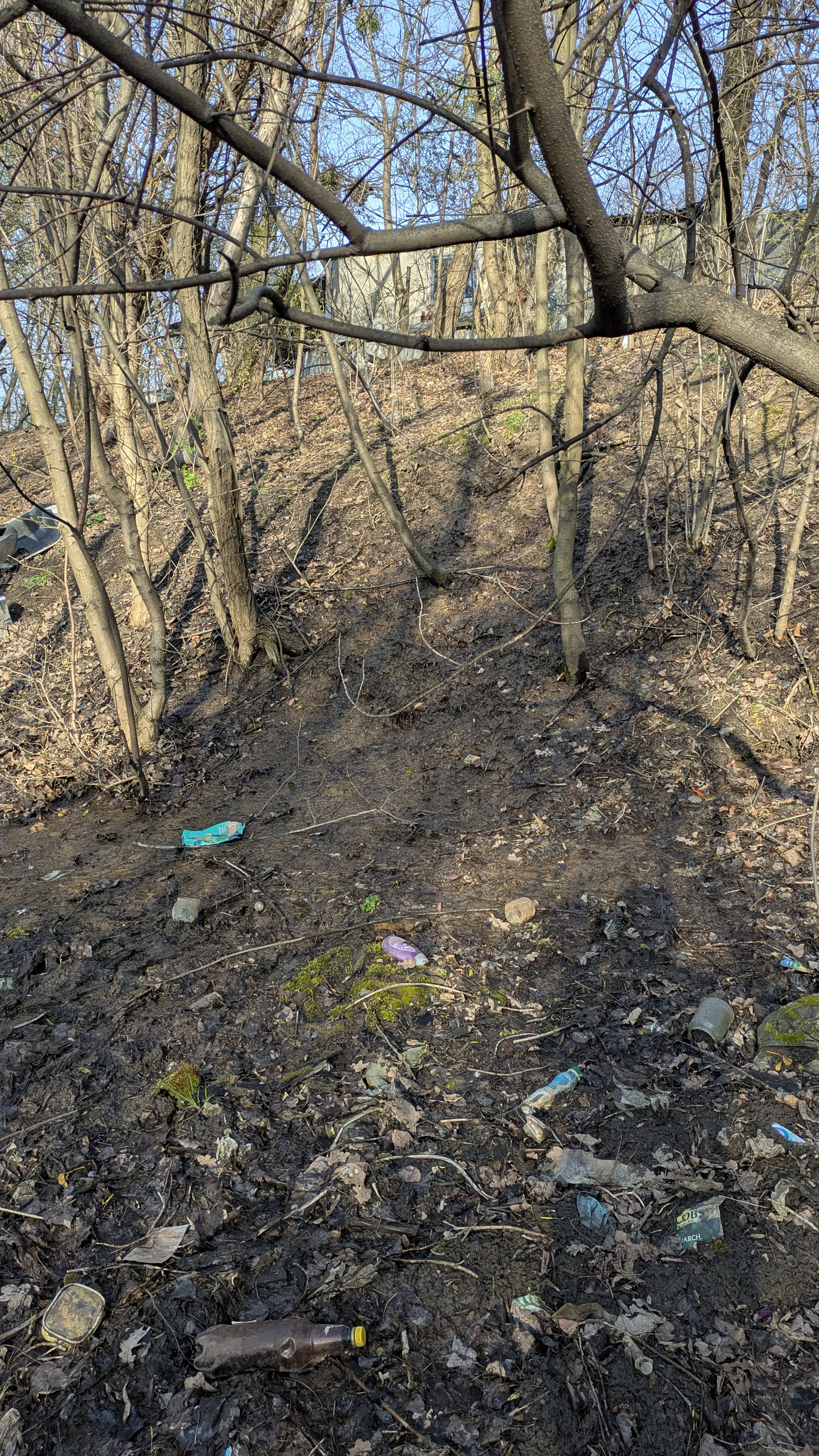
Струмок у природному руслі
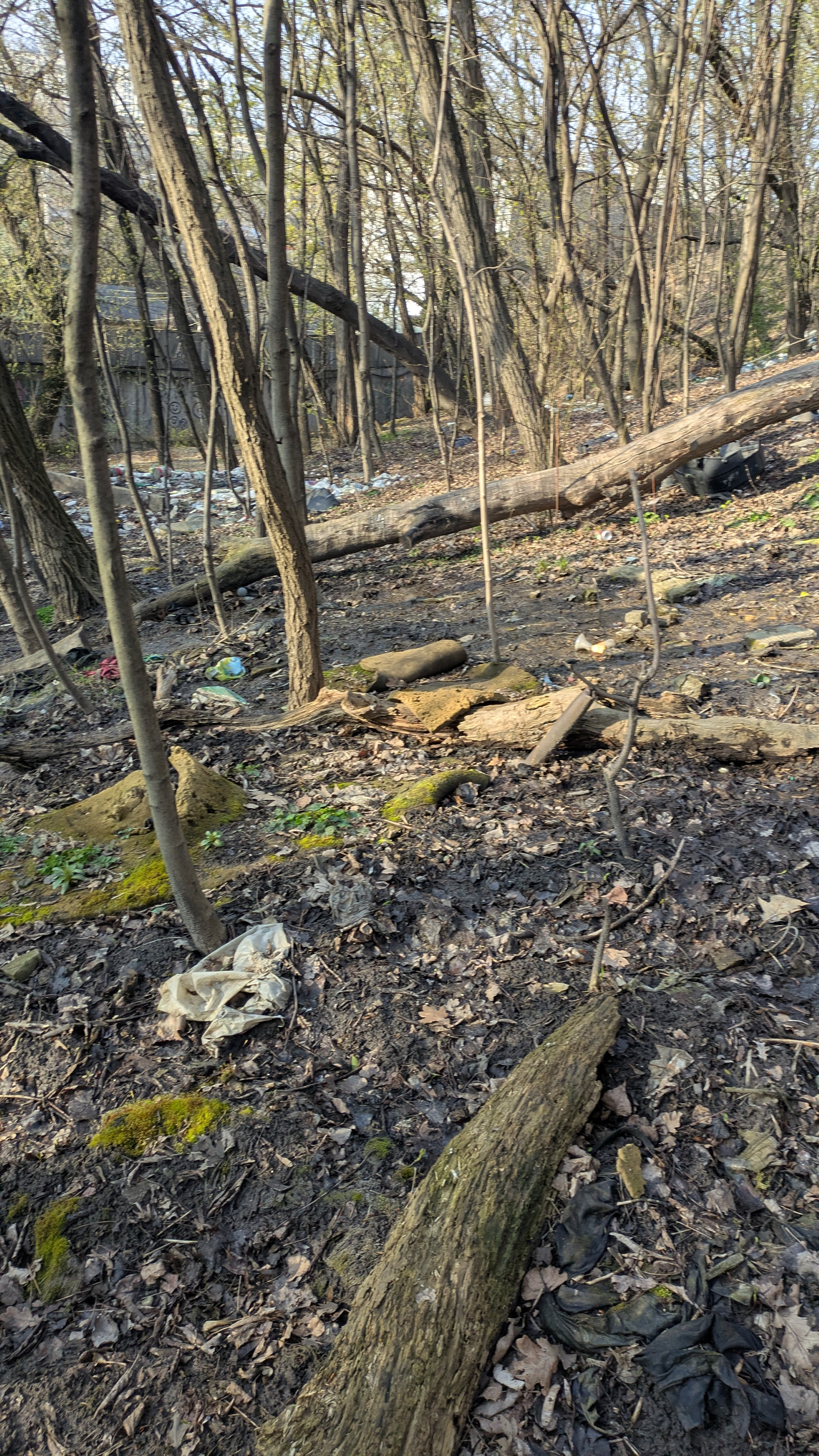
Струмок перед болотистою ділянкою
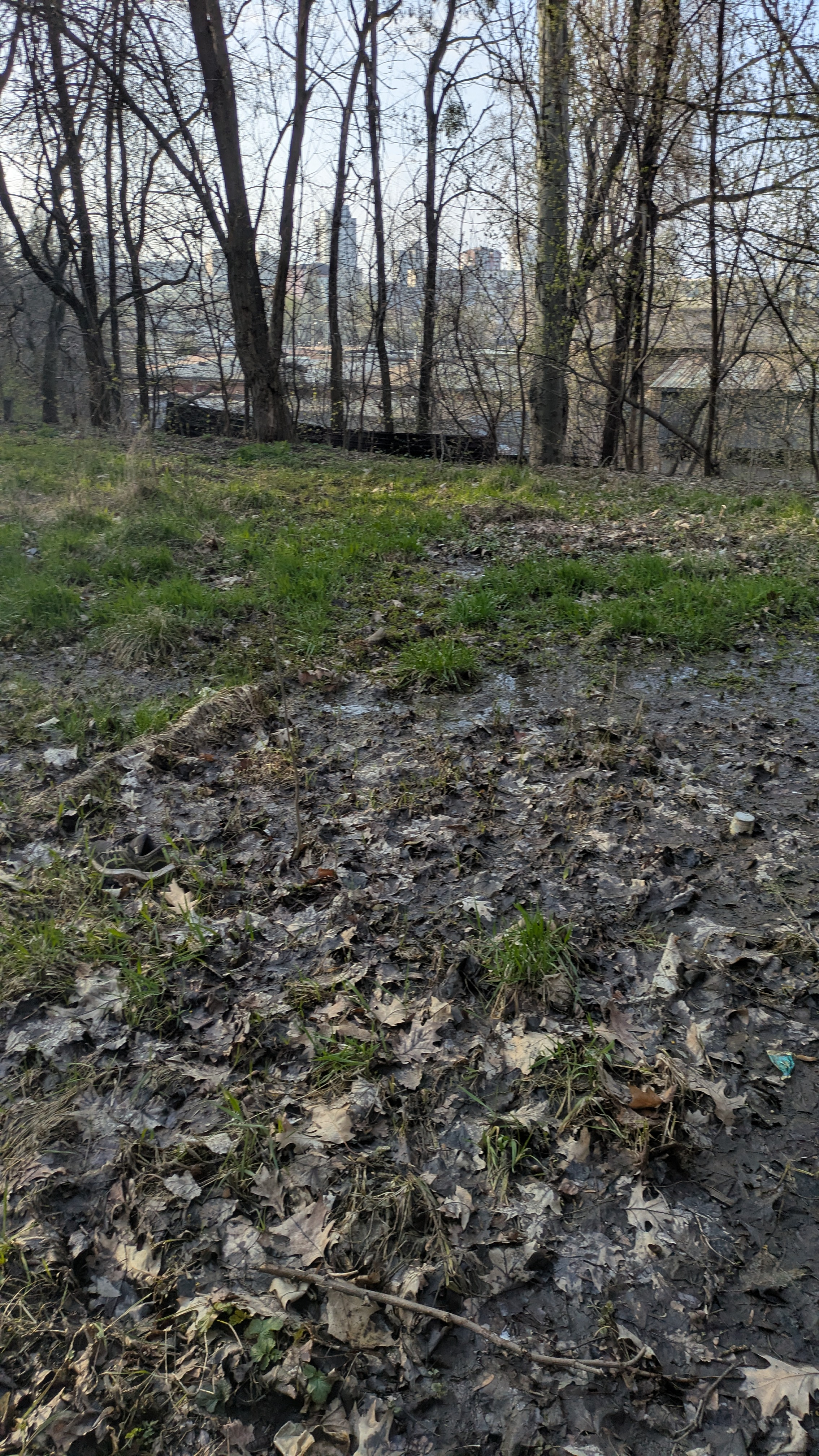
Болото, утворене струмком